# Роков поток—Папрадине
Роков поток—Папрадине је локалитет у режиму заштите I степена, површине 36,83ha, у североисточном делу НП Фрушка гора.
Налази се у ГЈ 3804 3801 Стражилово-Парагово, одељење 31 (одсеци „а”, „б” и „ц”, чистине 1 и 3) и 34 (одсеци „ц” и „д”). Један је од најзначајнијих локалитета за очување популација заштићених и угрожених врста Осоликих мува (Diptera, Syrphidae) на Фрушкој гори. Роков поток на Главици посебно се издваја по броју забележених врста осоликих мува, као и по њиховом квалитетном саставу. Обухвата простор шума са леве и десне стране изворишног дела Роковог потока између врхова Главице и Вилиних вода. Према типу вегетације ово подручје представља станиште различитих храстова китњака, граба и цера са црним јасеном и цера и крупнолисног медунца на платоима. 
На овом простору регистровано је око 25 врста осоликих мува које на другим локалитетима Фрушке горе нису забележене. Од тога пет ендемских врста, дванаест врста је регистровано само на једном или два локалитета у Србији, а четири врсте су нестале са других фрушкогорских станишта. У сливу Роковог потока налазе се и Папрадине које представљају палеонтолошки локалитет са налазиштем маринске фауне мекушаца.